# Gdy czas ucieka
Gdy czas ucieka – amerykański film katastroficzny z 1980 roku na podstawie powieści Gordona Thomasa i Maxa Wittsa The Day the World Ended.

## Opis fabuły
Na tropikalnej wyspie multimilioner Shelby Gilmore zbudował ekskluzywny hotel. W tej bajkowej scenerii goście przeżywają romantyczne uniesienia, nie zdając sobie sprawy z nadchodzącego zagrożenia. Przybywa tam wulkanolog Bob Spangler, który odkrywa, że uśpiony wulkan wzmógł aktywność. Niestety, nim zdołano podjąć odpowiednie kroki, wyspa zaczęła znikać pod warstwami lawy. By przeżyć, ludzie muszą uciekać w najwyższe rejony i tam czekać na pomoc z zewnątrz.

## Główne role
- Paul Newman - Hank Anderson
- Jacqueline Bisset - Kay Kirby
- William Holden - Shelby Gilmore
- Edward Albert - Brian
- Red Buttons - Francis Fendly
- Bárbara Carrera - Iolani
- Valentina Cortese - Rose Valdez
- Veronica Hamel - Nikki Spangler
- Alex Karras - Tiny Baker
- Burgess Meredith - Rene Valdez
- Ernest Borgnine - Tom Conti
- James Franciscus - Bob Spangler
- John Considine - John Webster
- Sheila Allen - Mona
- Pat Morita - Sam
- Lonny Chapman - Kelly

i inni

## Nagrody i nominacje
Oscary za rok 1980
- Najlepsze kostiumy - Paul Zastupnevich (nominacja)